# Anoncus flavicaudatus
Anoncus flavicaudatus là một loài tò vò trong họ Ichneumonidae.